# Giorgi Melikischwili
Giorgi Melikischwili (georgisch გიორგი მელიქიშვილი; russisch Гео́ргий Алекса́ндрович Меликишви́ли; englisch Giorgi Melikishvili; * 30. Dezember 1918; † 27. März 2002) war ein georgischer Historiker. Er leistete Grundlagenarbeit zur Geschichte Georgiens, Kaukasiens und des Mittleren Ostens. Internationale Anerkennung erntete er für seine Forschungen zu Urartu.

## Leben
Melikischwili wurde in Tiflis geboren und erhielt 1939 seinen Abschluss an der Staatlichen Universität Tiflis. 1956 wurde er dort zum Professor berufen, nachdem er schon seit 1954 als Dozent beim Department für Antike Geschichte am Institut für Geschichte Georgiens gearbeitet hatte. Bis 1988 blieb er in dieser Position. Zusätzlich war er von 1965 bis 1999 Direktor des Institutes und blieb Ehren-Direktor bis zu seinem Tod. Als erster sowjetischer Historiker erhielt er den Leninpreis.

## Schwerpunkte
Er arbeitete über die Verbindungen des antiken Georgien mit den anatolischen und mesopotamischen Kulturen und machte grundlegende Beiträge zur Erforschung von Urartu. Sein Buch К истории древней Грузии Zur Geschichte des Antiken Georgiens (russisch, 1959) ist bis heute ein Standardwerk über das antike Georgien. Einige von Melikischwilis bedeutendsten Essays wurden Anfang der 2000er Jahre in der Sammlung Forschungen zur Antiken Geschichte von Georgien, Kaukasien und dem Nahen Osten (ძიებანი საქართველოს, კავკასიისა და ახლო აღმოსავლეთის ძველი ისტორიის დარგში, georgisch) herausgegeben.
Melikischwili war seit 1960 Mitglied der Georgischen Nationalen Akademie der Wissenschaften.

## Werke
- Sakartvelos istoriis narkvevebi (საქართველოს ისტორიის ნარკვევები: 8 ტომად; Georgische Geschichte)
- Urartskij jazyk (Urartische Sprache)
- Biobibliograf. slov. sov. vostokovedov
- Gruziia s drevneishikh vremen do IV v n. e.
- Inscriptions ourartéennes cunéiformes
- Istorii︠a︡ narodov Drevnego Vostoka
- Iv. Javaxisvilis saxelobis istoriis arkeologiisa da etnograpiis instituti
- Kavkasiis xalxtʻa istoriis sakitʻxebi
- Nairi-Urartu (Наири-Урарту)
- Ocherki istorii Gruzii (Очерки истории Грузии: Грузия с древнейших времен до IV в н. э.)
- Politicheskoe obʺedinenie feodalʹnoĭ Gruzii i nekotorye voprosy razvitii︠a︡ feodalʹnykh otnosheniĭ v Gruzii
- Pʻeodaluri Sakʻartʻvelos politikuri gaertʻianeba da Sakʻartʻveloši pʻeodalur urtʻiertʻobatʻa ganvitʻarebis zogiertʻi sakitʻxi
- Sakʹartʹvelos istoria. 4 tomad (ujvelesi droidan XX saukunis bolomde)
- Sakʹartʹvelos, kavkasiis da maxlobeli aḡmosavletʹis ujvelesi mosaxleobis sakitʹxisatʹvis (საქართველოს, კავკასიის და მახლობელი აღმოსავლეთის უძველესი მოსახლეობის საკითხისათვის)
- Sakʻartʻvelo Rustʻavelis xanaši: Rustʻavelis dabadebis 800 clistʻavisadmi miżġvnili krebuli
- Urartology and Hittitology
- Urartskie klinoobraznye nadpisi (Урартские клинообразные надписи)
- Voprosy istorii narodov Kavkaza: sbornik statej, posvjaščennyj akademiku Akademii nauk Gruzinskoj SSR Nikolaju Aleksandroviču Berdzenišvili v svjazi s 70-letiem so dnja ego roždenija i 50-letiem naučnoj, pedagogičeskoj i obščestvennoj dejatelńosti otv. red. G. A. Melikišvili
- Żveli aġmosavletʻis xalxtʻa istoria
- Древневосточные материалы по истории народов Закавказья